# Schweizerovo činidlo

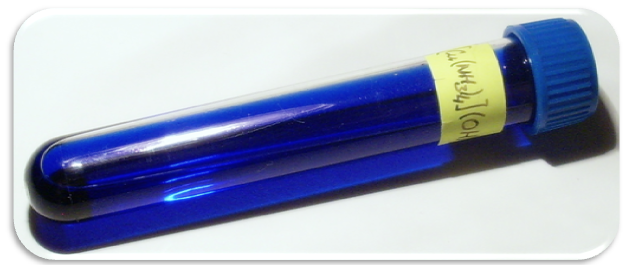
Roztok Schweizerova činidla

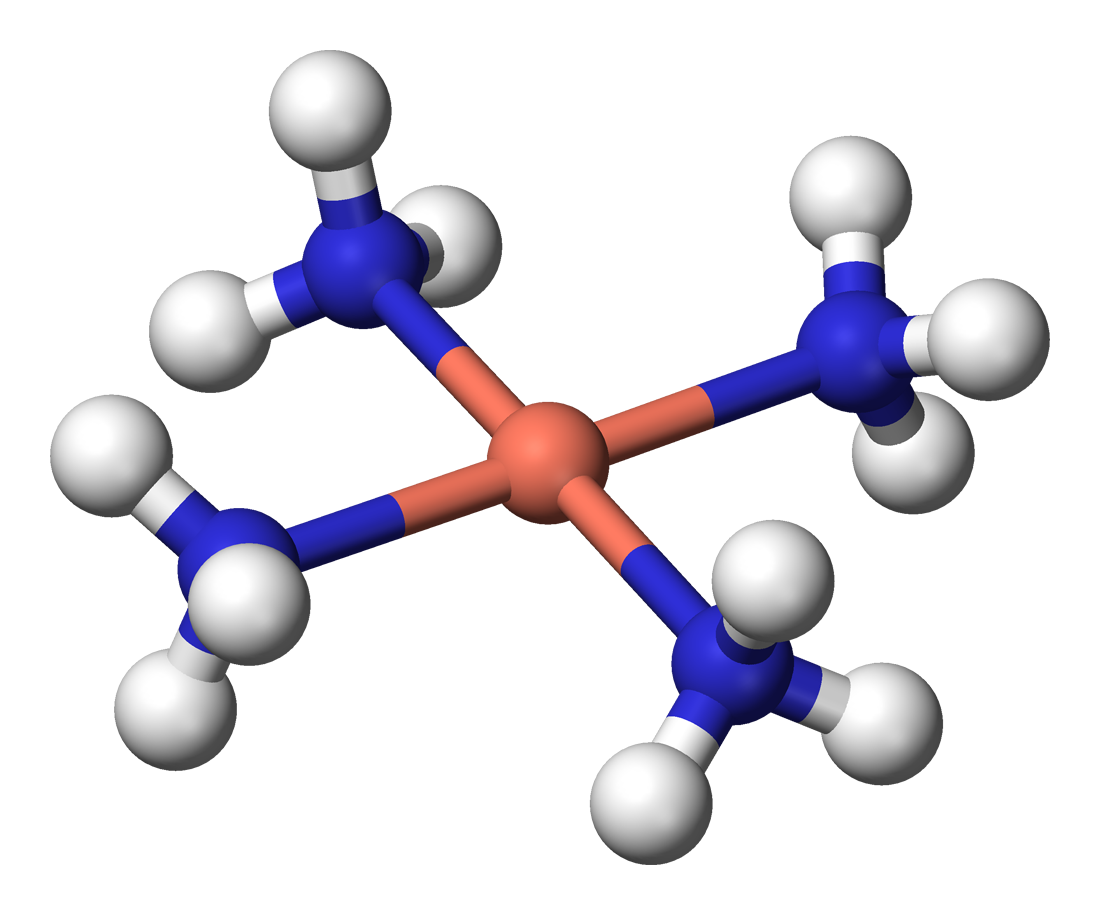
Znázornění chemické struktury [Cu(NH_{3})_{4}], základu pro výrobu Schweizerova činidla

Schweizerovo činidlo je název roztoku hydroxidu tetraamminměďnatého [Cu(NH3)4](OH)2. Je to tmavěmodrá rozpustná krystalická látka, která se využívá při výrobě umělého hedvábí.
Jelikož se jedná o vodný roztok tohoto hydroxidu, vzorec někdy bývá uváděn jako [Cu(NH3)4(H2O)2](OH)2, tedy hydroxid tetraammin-diaquaměďnatý.

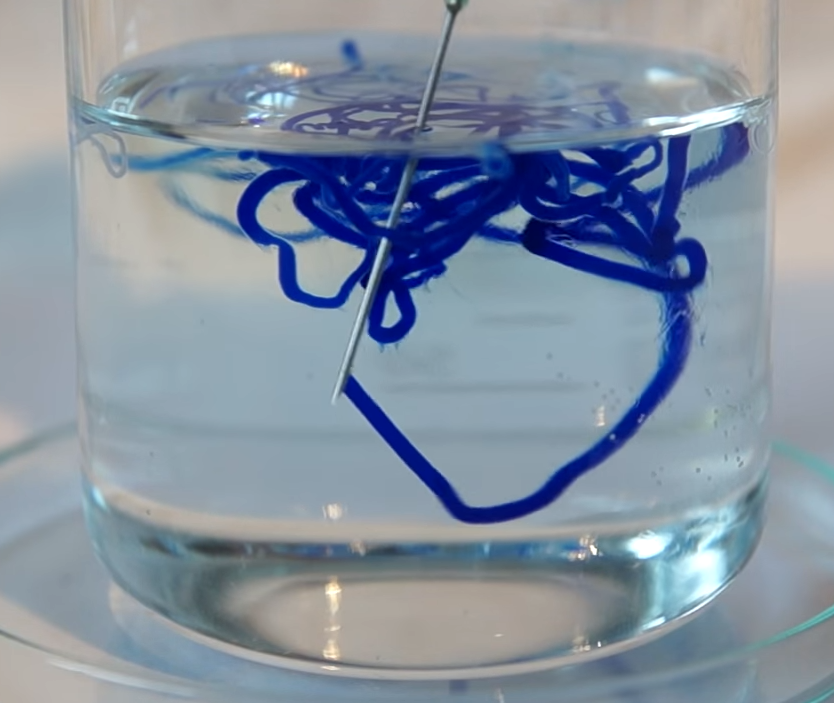
Schweizerovo činidlo - vstřikování (regenerování) rozpuštěné bavlny do roztoku kyseliny sírové a příprava viskózy

## Historie
V polovině 19. století se švýcarský chemik Matthias Eduard Schweizer zabýval rozpouštěním celulózy a objevil tuto sloučeninu, která dále nese jeho jméno. Vlákna získaná regenerací celulózy se též nazývají jako měďnaté hedvábí, a ta byla používána k výrobě uhlíkových vláken do prvních žárovek.

## Fyzikálně-chemické vlastnosti
Krystalický hydroxid tetraamminměďnatý nelze připravit z vodného roztoku, neboť se při stání na vzduchu roztok samovolně rozkládá, uvolňuje se amoniak a sráží se hydroxid měďnatý.

## Laboratorní příprava
Do nasyceného vodného roztoku modré skalice se přidá roztok hydroxidu sodného, vznikne modrá sraženina hydroxidu měďnatého. Tato sraženinu se promyje vodou a přefiltruje skrz běžný filtrační papír. Následně se přidá koncentrovaný roztok amoniaku.
Začít lze také aplikací roztoku amoniaku s trochou chloridu amonného na měď za přístupu vzduchu. Pro získání pevného hydroxidu tetraamminměďnatého je nutno vysoušet tento roztok v proudu amoniaku.
Rovnice přípravy hydroxidu měďnatého ze síranu měďnatého a hydroxidu amonného vypadá takto:
CuSO4 + 2 NH4OH → Cu(OH)2 + (NH4)2SO4
Rovnice vzniku hydroxidu tetraammindiaquaměďnatého z hydroxidu měďnatého a hydroxidu amonného:
4 NH4OH + Cu(OH)2 → [Cu(NH3)4(H2O)2](OH)2 + 2 H2O
Schweizerovo činidlo lze též připravit přímo ze zásaditého uhličitanu měďnatého:
Cu2CO3(OH)2 + 8 NH4OH → 2 [Cu(NH3)4(H2O)2](OH)2 + 3 H2O + CO2

## Použití a reakce
Roztok rozpouští celulózu, čehož se využívá při výrobě hedvábí.
Pokud se činidlo s rozpuštěnou celulózou dostane do kyselého prostředí, např. reaguje se slabým roztokem kyseliny sírové, dojde k rozkladu činidla a uvolnění celulózy podle rovnice:
[Cu(NH3)4(H2O)2](OH)2 + 2 H2SO4 → Cu(OH)2 + 2 (NH4)2SO4 + 2 H2O
S kyselinou sírovou dále reaguje vzniklý hydroxid měďnatý:
Cu(OH)2 + H2SO4 → CuSO4 + H2O
a vzniká tak modrá skalice (pentahydrát síranu měďnatého), která dává roztoku světle modrý nádech.
Regenerovaná celulóza se postupně odbarvuje s rozkladem komplexního hydroxidu.